# Onthophagus gemmatus
Onthophagus gemmatus är en skalbaggsart som beskrevs av Louis Albert Péringuey 1901. Onthophagus gemmatus ingår i släktet Onthophagus, och familjen bladhorningar. Inga underarter finns listade i Catalogue of Life.